# Marvin Sutton

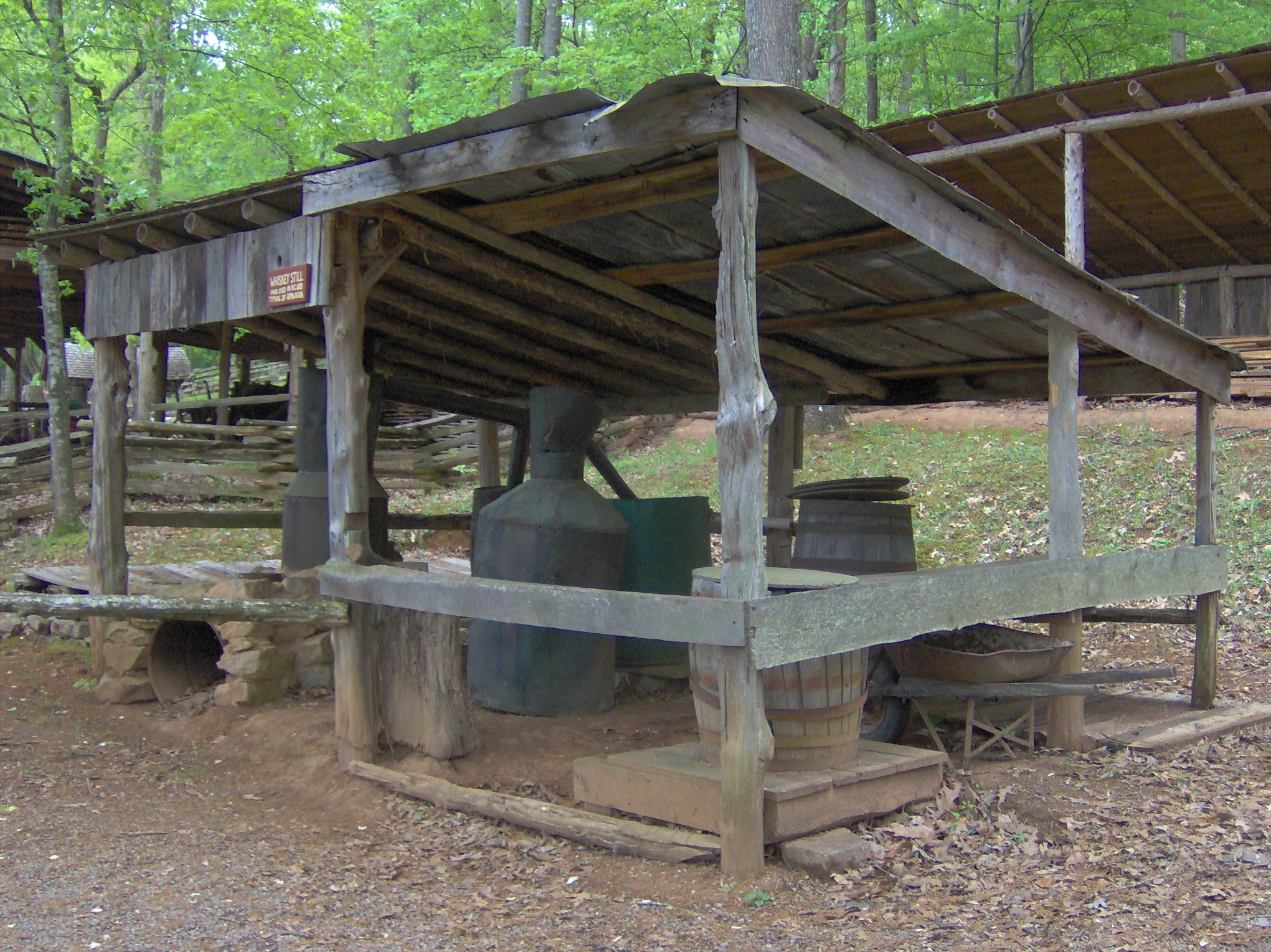
Destillationsgegenstände von Marvin „Popcorn“ Sutton, (der wohl bekannteste Schwarzbrenner der Geschichte) die das Museum der Appalachen in Norris, Tennessee in den 1990er Jahren entfernte und die später an der einstigen Wirkungsstätte von Sutton wieder aufgestellt wurden.

Marvin „Popcorn“ Sutton (* 5. Oktober 1946; † 16. März 2009 in Parrotsville) war ein bekannter US-amerikanischer Schwarzbrenner aus den Appalachen. Er erlangte weltweite Bekanntheit durch sein Mitwirken in der Dokumentation This is the Last Dam Run of Likker I’ll Ever Make, die später Grundlage der Dokumentation The Last One wurde. Ausschnitte dieses Films wurden für die Dokutainment-Serie Moonshiners verwendet.

## Leben
Sutton stammt aus dem Maggie Valley in North Carolina. Über sein Leben vor der Karriere als Schwarzbrenner ist wenig bekannt. Sein Spitzname Popcorn stammt aus den 1960er oder 1970er Jahren. Damals beschädigte er eine Popcornmaschine in einer Bar mit einem Billardqueue.
Sutton produzierte und schmuggelte viele Jahre schwarzgebrannten Schnaps in Tennessee und North Carolina. Meist entging er dabei den Strafverfolgungsbehörden. 1974, 1981 und 1985 wurde er wegen Hinterziehung von Alkoholsteuer, Besitzes illegalen Alkohols und Waffengebrauchs zu Bewährungsstrafen verurteilt.
Im Jahre 1999 veröffentlichte Sutton die Autobiografie Me and My Likker, die auch Anleitungen zum Schwarzbrennen enthielt. Etwa zu dieser Zeit produzierte er auch ein selbstgedrehtes VHS-Video. Seinen ersten Fernsehauftritt hatte er in der Dokumentation Mountain Talk von Neal Hutchenson aus dem Jahre 2002. Im selben Jahr erschien der Film This is the Last Dam Run of Likker I’ll Ever Make, der ihn einem breiteren Publikum bekannt machte. Der Film wurde sehr schnell sehr beliebt und erreichte eine Art Kultstatus. Dies machte Fernsehproduzenten auf Sutton aufmerksam. Aus dem Rohmaterial von This is the Last Dam Run of Likker Ill Ever Make wurde die Dokumentation The Last One für das Fernsehen produziert. Diese erschien im Jahre 2008 und erhielt den Southeast Emmy Award. Dieses Material wiederum wurde für die Discovery-Channel-Dokutainment-Serie Moonshiners aus den Jahren 2011 bis 2012 verwendet. Sutton war ein Thema der Dokumentation Hillbilly: The Real Story des History Channels aus dem Jahre 2007.
Sutton, dessen Vater und Großvater bereits Schwarzbrenner gewesen waren, verkörperte die aussterbende Tradition des Moonshining, der illegalen Alkoholherstellung, die einige Historiker als legitimen Teil der örtlichen Kultur ansehen. 2007 entdeckten Feuerwehrleute beim Löschen eines Brandes auf seinem Grundstück 650 Gallonen (ca. 2500 Liter) unversteuerten Alkohols, was abermals zu einer Verurteilung auf Bewährung führte. Noch während der Bewährungszeit erzählte Sutton einem verdeckten Ermittler des Bureau of Alcohol, Tobacco, Firearms and Explosives, dass er 900 Gallonen (ca. 3400 Liter) illegalen Alkohol verkaufsfertig gelagert hatte. Aufgrund dessen wurde er am 26. Januar 2009 wegen illegaler Herstellung von Trinkalkohol und unerlaubten Waffenbesitzes zu einer Freiheitsstrafe von 18 Monaten ohne Bewährung verurteilt. Bei dem damals 62-jährigen Sutton war zu diesem Zeitpunkt bereits eine Krebserkrankung diagnostiziert worden. Er stellte aus diesem Grund beim zuständigen Richter Ronnie Greer einen Antrag, die Strafe in Hausarrest verbüßen zu dürfen. Zudem wurden verschiedene Petitionen eingereicht mit dem Ziel, die Strafe zu verkürzen oder zu wandeln. Diese Anträge waren sämtlich erfolglos.
Um dem Gefängnis zu entgehen, beging Sutton am 16. März 2009 Suizid durch Kohlenmonoxidvergiftung. Er hätte seine Haftstrafe wenige Tage später antreten müssen. Er wurde zunächst ohne öffentliche Trauerfeier in Mt. Sterling, North Carolina, beigesetzt. Am 24. Oktober 2009 wurde er an seinen Wohnort Parrotsville, Tennessee umgebettet. Dort fand eine öffentliche Trauerfeier mit großer Anteilnahme der Bevölkerung statt, insbesondere weil auch der bekannte Countrysänger Hank Williams Jr. Sutton die letzte Ehre erwies. Der Leichnam wurde bei der Umbettung mit einer Pferdekutsche transportiert. Die Beisetzung selbst erfolgte im engsten Familienkreis. Der Grabstein an seiner jetzigen Ruhestätte trägt die von ihm selbst bestimmte Aufschrift: „Popcorn Said Fuck You“.
Sutton hinterließ seine Ehefrau Pam Sutton.

## Posthume Ehrungen
Mehrere Musiker haben Sutton Lieder gewidmet und eine Whiskeymarke ist nach ihm benannt. Wegen der Aufmachung der Flaschen kam es zu einem Rechtsstreit mit dem Spirituosenhersteller Jack Daniel’s.